# Złoty chłopak (minialbum)
Złoty Chłopak – nadchodzący, debiutancki minialbum polskiego rapera i autora tekstów PlanaBe, który zostanie wydany 23 sierpnia 2019 roku nakładem wytwórni QueQuality. Projekt zawiera gościnne udziały od Smolastego oraz Jana-rapowanie.

## Lista utworów
| Nr | Tytuł utworu                          | Słowa                                                          | Produkcja                        | Długość |
| -- | ------------------------------------- | -------------------------------------------------------------- | -------------------------------- | ------- |
| 1. | „Złoty chłopak”                       | Bartosz Krupa, Kamil Kasprowiak, Louis Villain, Michał Graczyk | 2K Beatz, Louis Villain, Graczyk | 3:29    |
| 2. | „Co osiągnąłem?”                      | Krupa                                                          |                                  |         |
| 3. | „Najlepsze lata (gościnnie Smolasty)” | Krupa, Norbert Smoliński, Nadim Akkash                         | Deemz                            | 3:05    |
| 4. | „Hokey”                               | Krupa                                                          |                                  |         |
| 5. | „Gdybyś tylko”                        | Krupa, Kasprowiak                                              | 2K Beatz                         | 4:04    |
| 6. | „Szukam (gościnnie Jan-Rapowanie)”    | Krupa, Jan Pasuła                                              | Faded Dollars                    | 3:21    |
| 7. | „Nie byłem smutny”                    | Krupa                                                          |                                  |         |

Uwagi
- Tytuł utworu "Hokey" jest stylizowany na wszystkie duże litery.